# Лутак (Аляска)
Лутак (англ. Lutak) — переписна місцевість (CDP) в США, в окрузі Гейнс штату Аляска. Населення — 29 осіб (2020).

## Географія
Лутак розташований за координатами 59°23′1″ пн. ш. 135°32′45″ зх. д. / 59.38361° пн. ш. 135.54583° зх. д. (59.383657, -135.545695).  За даними Бюро перепису населення США в 2010 році переписна місцевість мала площу 345,14 км², з яких 328,81 км² — суходіл та 16,34 км² — водойми.

## Демографія
Згідно з переписом 2010 року, у переписній місцевості мешкало 49 осіб у 25 домогосподарствах у складі 16 родин. Густота населення становила 0 осіб/км².  Було 47 помешкань (0/км²).
Расовий склад населення:
| - 91,8 % — білих - 2,0 % — корінних американців |

До двох чи більше рас належало 6,1 %. Частка іспаномовних становила 0,0 % від усіх жителів.
За віковим діапазоном населення розподілялося таким чином: 14,3 % — особи молодші 18 років, 73,5 % — особи у віці 18—64 років, 12,2 % — особи у віці 65 років та старші. Медіана віку мешканця становила 55,4 року. На 100 осіб жіночої статі у переписній місцевості припадало 145,0 чоловіків;  на 100 жінок у віці від 18 років та старших — 147,1 чоловіків також старших 18 років.
Цивільне працевлаштоване населення становило 0 осіб. 